# Zavarovano območje
Zavarovana območja ali naravovarstvena območja so lokacije, ki so zavarovane zaradi svojih priznanih naravnih, ekoloških ali kulturnih vrednot. Obstaja več vrst zavarovanih območij, ki se razlikujejo glede na stopnjo zaščite glede na zakonodajo posamezne države ali predpise vključenih mednarodnih organizacij. Na splošno pa se za zavarovana območja razumejo tista, na katerih je prisotnost ljudi ali vsaj izkoriščanje naravnih virov (npr. drva, nelesni gozdni proizvodi, voda ...) omejena.
Izraz zavarovano območje vključuje tudi zavarovana morska območja, katerih meje vključujejo nekatera območja oceana, in čezmejna zavarovana območja, ki prekrivajo več držav, ki odstranijo meje znotraj območja za ohranitvene in gospodarske namene. Na svetu je več kot 161.000 zavarovanih območij (od oktobra 2010)  z več dodanimi dnevno, kar predstavlja med 10 in 15 odstotkov svetovne površine kopnega.
Od leta 2016 je 14.688 zavarovanih morskih območij (MPA) in približno 14,7 % svetovnih kopenskih in celinskih vodnih območij (razen Antarktike) je zavarovanih. Za vode pod nacionalno jurisdikcijo, ki presegajo celinske vode, je približno 10,2 % obalnih in morskih območij ter 4,12 % svetovnih oceanskih območij pokritih z zavarovanimi morskimi območji. Nasprotno pa je le 0,25 % svetovnih oceanov zunaj nacionalne jurisdikcije pokrito z MPA. V zadnjih letih je bil cilj pobude 30 krat 30 zaščititi 30 % oceanskega ozemlja in 30 % kopenskega ozemlja po vsem svetu do leta 2030; to je sprejela Evropska unija v svoji Strategiji biotske raznovrstnosti za leto 2030, Kampanji za naravo, ki je ta cilj spodbujala med vrhom COP15 Konvencije o biotski raznovrstnosti in G7.
Zavarovana območja se izvajajo za ohranjanje biotske raznovrstnosti, pogosto zagotavljajo habitat in zaščito pred lovom ogroženih vrst. Zaščita pomaga vzdrževati ekološke procese, ki ne morejo preživeti v najbolj intenzivno upravljanih pokrajinah in morskih pokrajinah.

## Definicija
Opredelitev, ki je bila splošno sprejeta v regionalnih in globalnih okvirih, je zagotovila Mednarodna zveza za varstvo narave (IUCN) v svojih smernicah za kategorizacijo zavarovanih območij. Definicija je naslednja:
 A clearly defined geographical space, recognized, dedicated and managed, through legal or other effective means, to achieve the long-term conservation of nature with associated ecosystem services and cultural values.
[Jasno opredeljen geografski prostor, priznan, namenjen in upravljan s pravnimi ali drugimi učinkovitimi sredstvi za doseganje dolgoročnega ohranjanja narave s pripadajočimi ekosistemskimi storitvami in kulturnimi vrednotami.]

## Zaščita naravnih virov
Cilj zavarovanih območij je ohraniti biotsko raznovrstnost in zagotoviti način za merjenje napredka takšnega ohranjanja. Zavarovana območja običajno zajemajo več drugih območij, ki se štejejo za pomembne za posebne namene ohranjanja, kot so pomembna območja za ptice (Important Bird Areas – IBA) in območja endemičnih ptic (Endemic Bird Area – EBA), središča rastlinske raznovrstnosti (Centres of Plant Diversity – CPD), avtohtona in ohranjena območja skupnosti (Indigenous and Community Conserved Areas – ICCA) , Zveza za območja brez izumrtja (Alliance for Zero Extinction – AZE) in ključna območja biotske raznovrstnosti (Key Biodiversity Areas – KBA) med drugim. Podobno lahko zavarovano območje ali celotna mreža zavarovanih območij leži znotraj večje geografske cone, ki je priznana kot kopenska ali morska ekoregija ali na primer krizne ekoregije.  Posledično lahko zavarovana območja zajemajo široko paleto vrst upravljanja. V upravljanje zavarovanih območij so vključeni številni imetniki pravic in deležniki, vključno z gozdom zavarovana območja, kot so vladne agencije in ministrstva na različnih ravneh, izvoljeni in tradicionalni organi, avtohtono ljudstvo in lokalne skupnosti, posamezniki in druge osebe, zasebniki in neprofitni skladi, med drugim.[12] Večina institucij zavarovanih območij in gozdov priznava pomen priznavanja pravic avtohtonih ljudstev in lokalnih skupnosti, delitve stroškov in koristi zavarovanih območij ter njihovega aktivnega vključevanja v njihovo upravljanje in gospodarjenje. To je privedlo do priznanja štirih glavnih vrst upravljanja, opredeljenih na podlagi tega, kdo ima pooblastila, odgovornost in kdo je lahko odgovoren za ključne odločitve za zavarovana območja. Dejansko se je izkazalo, da je upravljanje zavarovanih območij ključni dejavnik za njihov uspeh.
Posledično je obseg naravnih virov, ki jih lahko varuje posamezno zavarovano območje, ogromen. Veliko jih bo namenjenih predvsem ohranjanju vrst, pa naj gre za rastlinstvo ali živalstvo ali razmerje med njima, vendar so zavarovana območja podobno pomembna za ohranjanje območij (avtohtonega) kulturnega pomena in znatnih rezerv naravnih virov, kot so;
- Zaloge ogljika: Emisije ogljika zaradi krčenja gozdov predstavljajo približno 20 % svetovnih emisij ogljika, zato se pri varovanju svetovnih zalog ogljika zmanjšajo izpusti toplogrednih plinov in se prepreči dolgoročna sprememba pokrova tal, kar je učinkovita strategija v boju proti globalnemu segrevanju. Od vseh svetovnih kopenskih zalog ogljika je 15,2 % v zavarovanih območjih. Zavarovana območja v Južni Ameriki imajo 27 % svetovne zaloge ogljika, kar je najvišji odstotek katere koli države v absolutnem smislu in kot delež celotne zaloge.[11]
- Deževni gozdovi: 18,8 % svetovnih gozdov pokriva zavarovana območja in šestnajst od dvajsetih tipov gozdov ima 10 % ali več zavarovanih območij. Od 670 ekoregij z gozdnato pokritostjo jih ima 54 % 10 % ali več njihove gozdne pokritosti zavarovanih po kategorijah IUCN I–VI.[12]
- Gore: Nacionalno določena zavarovana območja pokrivajo 14,3 % svetovnih gorskih območij in ta gorska zavarovana območja so leta 2009 predstavljala 32,5 % celotne svetovne pokritosti kopenskih zavarovanih območij. Od 198 držav z gorskimi območji ima 43,9 % še vedno zavarovanih manj kot 10 % svojih gorskih območij.[13]

Vsaka od teh analiz se vsako leto posodablja za primerjavo z razvojnimi cilji tisočletja, pri spremljanju učinkovitosti upravljanja zavarovanih območij pa naj bi se uvedlo več drugih področij analize, kot so sladkovodne in morske ali obalne študije, ki se trenutno izvajajo ter otoki in sušna območja, ki so trenutno v načrtovanju.

## IUCN Kategorije upravljanja zavarovanih območij
IUCN je prek svoje [[Svetovna komisija za zavarovana območja|Svetovne komisije za zavarovana območja] (World Commission on Protected Areas - WCPA) razvil šest kategorij upravljanja zavarovanih območij, ki opredeljujejo zavarovana območja v skladu z njihovimi cilji upravljanja, ki so mednarodno priznane s strani različnih nacionalnih vlad in Združenih narodov. Kategorije zagotavljajo mednarodne standarde za določanje zavarovanih območij in spodbujajo načrtovanje ohranjanja glede na cilje upravljanja.
Kategorije upravljanja zavarovanih območij IUCN:
- Kategorija Ia – Strogi naravni rezervat
- Kategorija Ib – Območje divjine
- Kategorija II – Narodni park
- Kategorija III – Naravni spomenik ali posebnost
- Kategorija IV – Območje upravljanja habitatov/vrst
- Kategorija V – Zavarovana pokrajina/morska pokrajina
- Kategorija VI – Zavarovano območje s trajnostno rabo naravnih virov

## Zgodovina
Zavarovana območja so kulturni artefakti, njihova zgodba pa je prepletena z zgodbo človeške civilizacije. Zaščita krajev in naravnih virov nikakor ni sodoben koncept, pa naj gre za avtohtone skupnosti, ki varujejo sveta mesta ali za konvencijo evropskih lovskih rezervatov. Pred več kot 2000 leti so kraljevi odloki v Indiji zaščitili določena območja. V Evropi so bogati in močni ljudje tisoč let varovali lovišča. Poleg tega je ideja zaščite posebnih krajev univerzalna: pojavlja se na primer med skupnostmi v Pacifiku (območja »tapu«) in v delih Afrike (sveti nasadi).
Najstarejši pravno zavarovan rezervat v zgodovini je Gozdni rezervat Main Ridge, ustanovljen z odlokom z dne 13. aprila 1776. Drugi viri omenjajo, da je takrat vladajoči kitajski cesar Tenger Tetgegch Khaan leta 1778 odobril zavarovano območje na takratnem Bogd Khanu, gori, ki so ga pred tem stoletja varovali lokalni nomadi v Mongoliji. Vendar pa se je množično gibanje zavarovanih območij začelo šele v poznem 19. stoletju v Severni Ameriki, Avstraliji, Novi Zelandiji in Južni Afriki, ko so jim druge države hitro sledile. Medtem ko se je ideja o zavarovanih območjih razširila po svetu v 20. stoletju, je bila gonilna sila v različnih regijah različna. Tako so bila v Severni Ameriki zavarovana območja namenjena varovanju dramatične in vzvišene pokrajine; v Afriki je bila skrb za parke z divjadjo; v Evropi je bilo varovanje krajine pogostejše.
Imenovanje zavarovanih območij je pogosto vsebovalo tudi politično izjavo. V 17. in 18. stoletju so bila zavarovana območja večinoma lovišča vladarjev in tako po eni strani izraz absolutne osebne avtoritete monarha, po drugi strani pa so se na določenih mestih koncentrirala in se z naraščanjem zmanjšala prostorska oddaljenost od sedeža moči. V poznem 19. stoletju so se pojavile moderne teritorialne države, ki so lahko zaradi transportnih in komunikacijskih tehnologij industrializacije ter tesno povezanega in dobro povezanega upravnega aparata, ki je prišel z njim, dejansko uveljavljale oblast nad velikimi ozemlji. Ustanovitev naravnih rezervatov v večinoma obrobnih regijah je tako postala možna in hkrati podprla novo državno zahtevo po oblasti.
Sprva so bila zavarovana območja priznana na nacionalni ravni, od države do države so se razlikovala do leta 1933, ko so na Mednarodni konferenci za varstvo favne in flore v Londonu začeli poskus doseči mednarodno soglasje o standardih in terminologiji zavarovanih območij. Na prvi svetovni konferenci o narodnih parkih leta 1962 v Seattlu je bil priznan učinek industrijske revolucije na svetovno naravno okolje in ugotovljena je bila potreba po ohranitvi za prihodnje generacije.
Od takrat je bila mednarodna zaveza v imenu vlad in nevladnih organizacij, da vzdržujejo mreže, ki redno revidirajo jedrnate kategorizacije, ki so bile razvite za urejanje in evidentiranje zavarovanih območij. Leta 1972 je Stockholmska deklaracija konference Združenih narodov o človekovem okolju potrdila zaščito reprezentativnih primerov vseh glavnih vrst ekosistemov kot temeljno zahtevo nacionalnih programov ohranjanja. To je postalo temeljno načelo biologije ohranjanja in je ostalo tako v nedavnih resolucijah – vključno s Svetovno listino o naravi iz leta 1982, Deklaracijo iz Ria na Earth Summit leta 1992 in Johannesburško deklaracijo iz leta 2002.
V zadnjem času se pomen zavarovanih območij postavlja v ospredje zaradi nevarnosti globalnega segrevanja, ki ga povzroča človek, in razumevanja potrebe po trajnostni porabi naravnih virov. Spekter koristi in vrednot zavarovanih območij je priznan ne le ekološko, ampak tudi kulturno z nadaljnjim razvojem na področju Avtohtonih in ohranjenih območij skupnosti (ICCA). Mednarodni programi za zaščito reprezentativnih ekosistemov ostajajo sorazmerno napredni (glede na okoljske izzive globalizacije glede na kopenska okolja), z manjšim napredkom v morskih in sladkovodnih biomih.

## Izzivi
Kako upravljati z območji, zavarovanimi zaradi ohranjanja, prinaša vrsto izzivov – naj gre za lokalno prebivalstvo, specifične ekosisteme ali zasnovo samega rezervata – in zaradi številnih nepredvidljivih elementov v ekoloških vprašanjih vsako zavarovano območje zahteva nabor smernic za posamezen primer.
Uveljavljanje meja zavarovanih območij je drago in delovno naporno prizadevanje, zlasti če dodelitev nove zavarovane regije postavlja nove omejitve pri uporabi virov s strani domačih prebivalcev, kar lahko povzroči njihovo kasnejše razseljevanje. To je povzročilo težave v odnosih med naravovarstveniki in podeželskimi skupnostmi na številnih zavarovanih območjih in je pogosto razlog, zakaj se številni rezervati divjih živali in narodni parki soočajo s človeško grožnjo lova zaradi nezakonitega trgovanja z mesom ali trofejami, ki se uporabljajo kot alternativna oblika preživetja.
Vedno večji je pritisk, da se pri vzpostavljanju zavarovanih območij ustrezno upoštevajo človeške potrebe, ki jih je včasih treba "zamenjati" s potrebami po ohranjanju. Medtem ko so v preteklosti vlade pogosto sprejemale odločitve o zavarovanih območjih in o tem obveščale lokalno prebivalstvo, se danes poudarek preusmerja na večje razprave z deležniki in skupne odločitve o tem, kako je treba na taka zemljišča poseči in jih upravljati. Takšna pogajanja niso nikoli enostavna, vendar običajno dajejo močnejše in dolgotrajnejše rezultate tako za ohranjanje kot za ljudi.
Zavarovana območja so v mnogih primerih tesno povezana z občinami in zahtevajo posebno upravljanje uspešnosti, ki vodi tako k trajnosti na eni strani kot regionalnemu razvoju na drugi. Uprave zavarovanih območij so bolj usmerjene v varstvo narave in ekosistemov, medtem ko so občine odgovorne za družbeni in gospodarski razvoj posamezne lokalne skupnosti.
V nekaterih državah je zavarovana območja mogoče dodeliti brez infrastrukture in mreženja, ki je potrebna za nadomestitev potrošnih virov in vsebinsko zaščito območja pred razvojem ali zlorabo. Pridobivanje zavarovanih območij lahko zahteva ureditev do ravni izpolnjevanja povpraševanja po hrani, krmi, živini in gorivu ter pravno uveljavljanje ne samo zavarovanega območja, temveč tudi »varovalnih pasov«, ki ga obdajajo, kar lahko pomaga pri uporu destabilizaciji.
Znižanje statusa zavarovanega območja, zmanjšanje števila in ukinitev
Dogodki znižanja, zmanjšanja in ukinjanja zavarovanih območij (Protected area downgrading, downsizing, and degazettement – PADDD) so procesi, ki spreminjajo pravni status narodnih parkov in drugih zavarovanih območij tako v kopenskem kot v morskem okolju. Znižanje je zmanjšanje zakonskih omejitev za človekove dejavnosti znotraj zavarovanega območja, zmanjšanje obsega je zmanjšanje velikosti zavarovanega območja s spremembo zakonske meje, ukinitev pa je izguba pravne zaščite za celotno zavarovano območje. PADDD skupaj predstavlja pravne postopke, ki omejujejo predpise, krčijo meje ali odpravljajo pravno zaščito, prvotno povezano z vzpostavitvijo zavarovanega območja.
Znanstvene publikacije so od leta 1892 identificirale 3749 veljavnih dogodkov PADDD v 73 državah, ki so skupaj prizadele območje, ki je približno velikosti Mehike. PADDD je zgodovinski in sodoben pojav. 78 % dogodkov po vsem svetu je bilo sprejetih od leta 2000, vlade v vsaj 14 državah pa trenutno obravnavajo vsaj 46 predlogov. Približni vzroki za to se zelo razlikujejo, vendar je večina dogodkov po vsem svetu (62 %) povezanih z pridobivanjem in razvojem virov v industrijskem obsegu – infrastrukturo, industrijsko kmetijstvo, rudarstvo, nafta in plin, gozdarstvo, ribištvo in industrializacija.
PADDD izpodbija dolgoletno domnevo, da so zavarovana območja stalnica in poudarja potrebo, da nosilci odločanja upoštevajo značilnosti zavarovanih območij in družbeno-ekonomski kontekst, v katerem se nahajajo, da bi bolje zagotovili njihovo trajnost.

## Učinkovitost
Ena od glavnih skrbi v zvezi z zavarovanimi območji je, kako učinkovito preprečiti stalno izgubo biotske raznovrstnosti. Številne študije primerov kažejo na pozitivne učinke na kopenske in morske vrste, vendar večina zavarovanih območij ni zastopana. Omejitve zavarovanih območij vključujejo: njihovo majhnost in medsebojno izoliranost (ki vplivata na ohranjanje vrst); njihovo omejeno vlogo pri preprečevanju številnih dejavnikov, ki vplivajo na biotsko raznovrstnost, kot so podnebne spremembe, invazivne vrste in onesnaževanje); visoke stroške in vse večji konflikt s človeškimi zahtevami po naravnih virih.
Zavarovana območja imajo veliko vlogo pri varovanju pomembnih naravnih ekosistemov in zagotavljanju bistvenih ekosistemskih storitev, kot so shranjevanje ogljika in preprečevanje poplav. Znanstveniki zagovarjajo, da se 50 % svetovnega kopnega in morja spremeni v medsebojno povezana zavarovana območja, da bi ohranili te koristi. Azijska država Butan je dosegla ta cilj, saj je 51,4 % površine države razglasila kot zavarovana območja, ki so med seboj povezana z biološkimi koridorji. Čeprav so ta omrežja dobro urejena (lokalne skupnosti se zavedajo njihovega pomena in aktivno prispevajo k njihovemu vzdrževanju), je Butan trenutno država v razvoju, ki je v fazi razvoja infrastrukture in zbiranja virov. Gospodarski napredek države je povzročil konflikt med človekom in prostoživečimi živalmi in povečal pritisk na obstoj njenih zavarovanih območij. Glede na nenehne spore na temo optimalne rabe zemljišč Dorji (et al.) v študiji, ki uporablja pasti s kamero za odkrivanje dejavnosti prostoživečih živali, povzema rezultate nacionalne raziskave, ki primerja biotsko raznovrstnost zavarovanih območij Butana in nezavarovana območja.
Študija je pokazala, da zavarovana območja Butana »učinkovito ohranjajo srednje in velike vrste sesalcev, kar je razvidno iz velike razlike v raznolikosti sesalcev med zavarovanimi območji, biološkimi koridorji in nezavarovanimi območji z največjo razliko med zavarovanimi in nezavarovanimi območji.« Zavarovana območja so imela najvišje stopnje biotske raznovrstnosti sesalcev. To je mogoče z omejevanjem komercialne dejavnosti in ureditvijo potrošniške rabe (drva, les itd.). Ureditev takšnih praks je omogočila, da zavarovana območja Butana uspevajo z veliko raznolikostjo mesojedcev in drugih redkih sesalcev, kot so kitajski pangolin (Manis pentadactyla), indijski pangolin (Manis crassicaudata), gorska podlasica (Mustela altaica), malozobi dihur (Melogale moschata), azijska mala krempljasta vidra (Aonyx cinereus), tiger, rdeči volk (Cuon alpinus), binturong (Arctictis binturong), dimasti leopard (Neofelis nebulosa) in tibetanska lisica (Vulpes ferrilata). Ugotovljeno je bilo tudi, da so prevladovale velike rastlinojede vrste: azijski vodni bivol (Bubalus arnee), zlati langur (Trachypithecus geei), mošusni jelen in azijski slon. Vzdrževanje te karizmatične megafavne in drugih ogroženih vrst je mogoče pripisati intenzivnosti butanskega upravljanja svojih zavarovanih območij in zavezanosti njegovih lokalnih skupnosti, da jih ohranijo.

## Po območjih

### Avstralija
National Heritage List je register dediščine, seznam krajev nacionalne dediščine, za katere velja, da so izjemnega pomena za dediščino Avstralijo, ustanovljen leta 2003. Seznam vključuje naravne in zgodovinske kraje, vključno s tistimi, ki so kulturnega pomena za avtohtone Avstralce. Domorodna zavarovana območja (IPA) so oblikovana po dogovoru z avtohtonimi Avstralci in jih razglasijo avtohtoni Avstralci in tvorijo poseben razred zavarovanih območij.

### Evropska unija
Natura 2000 je mreža zavarovanih območij, ki jih je vzpostavila EU v vseh državah članicah. Sestavljajo ga posebna ohranitvena območja (Special Areas of Conservation - SAC) in posebna varstvena območja (Special Protection Areas - SPA), določena v skladu z Direktivo o habitatih in Direktivo o pticah. 787.767 km² je označenih kot kopenska območja in 251.564 km² kot morska območja. Na splošno je določenih 18 odstotkov kopenske mase EU.

### Indija
Zavarovana območja Indije vključujejo narodne parke, svetišča za divje živali, biosferne rezervate, rezervirane in zavarovane gozdove, ohranitvene in skupnostne rezervate, skupne gozdove, zasebna zavarovana območja in ohranitvena območja.

### Združene države Amerike
Od 31. januarja 2008 so imele Združene države Amerike po podatkih Programa Združenih narodov za okolje skupno 6770 kopenskih nacionalno določenih (zveznih) zavarovanih območij. Ta zavarovana območja pokrivajo 2.607.131 km² ali 27,08 % ozemlja Združenih držav. To je tudi ena desetina zavarovanih površin na svetu.

### Rusija
Moscow Times je 21. maja 2019 navedel poročilo Svetovnega sklada za divje živali, ki kaže, da je Rusija zdaj na prvem mestu na svetu po količini zavarovanih naravnih območij s 63,3 milijona hektarjev posebej zavarovanih naravnih območij. Vendar pa članek ni vseboval povezave do poročila WWF in morda temelji na predhodno zbranih podatkih.